# Hirtodrosophila mycetophaga
Hirtodrosophila mycetophaga är en tvåvingeart som först beskrevs av John Russell Malloch 1924.  Hirtodrosophila mycetophaga ingår i släktet Hirtodrosophila och familjen daggflugor.

## Utbredning
Artens utbredningsområde är New South Wales och Queensland i Australien.